# Tyberiusz IV
Tyberiusz IV (zm. 711 w Konstantynopolu) – cesarz bizantyjski, koregent Justyniana II w latach 706–711.
Był synem cesarza Justyniana II i chazarskiej księżniczki Teodory. Urodził się na dworze kagana Chazarów. Gdy jego ojciec odzyskał tron bizantyjski został wraz z matką sprowadzony do Konstantynopola i uczyniony współcesarzem.
W chwili otrzymania tytułu basileusa był dzieckiem. Nie odgrywał żadnej roli politycznej podczas rządów ojca poza byciem potencjalnym następcą tronu. Zginął na początku 711 r. podczas buntu mieszkańców Konstantynopola. Miał zostać zabity w jednym z kościołów, gdzie ukrywał się przed powstańcami.
Był ostatnim męskim przedstawicielem dynastii herakliańskiej, która panowała w Cesarstwie Bizantyjskim w latach 610–711.